# 普拉特 (阿摩尔滨海省)
普拉特（法語：Prat，法語發音：[pʁat] ⓘ）是法国阿摩尔滨海省的一个市镇，位于该省西北部，属于拉尼永区。

## 地理
普拉特（48°40'37"N, 3°17'51"W）面积21.87 平方千米，位于法国布列塔尼大區阿摩尔滨海省，该省份为法国西北部沿海省份，位于布列塔尼半岛北部，北濒大西洋英吉利海峡，西接菲尼斯泰尔省，南至莫尔比昂省，东临伊勒-维莱讷省。
与普拉特接壤的市镇（或旧市镇、城区）包括：贝加尔、贝雷特、卡旺、科阿塔斯科恩、芒塔洛、普吕聚内特、吕南、拉罗什若迪。

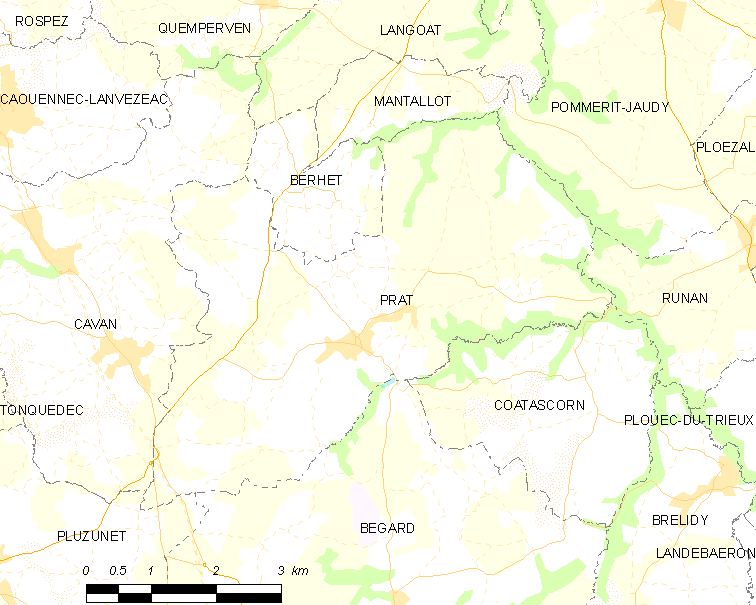
的OSM定位图

普拉特的时区为UTC+01:00、UTC+02:00（夏令时）。

## 行政
普拉特的邮政编码为22140，INSEE市镇编码为22254。

## 政治
普拉特所属的省级选区为贝加尔县。

## 人口

1962-2008年间人口变化图示

普拉特于2022年1月1日时的人口数量为1090人。